# جون كامبل بيرد
جون كامبل بيرد (بالإنجليزية: John Baird)‏ هو مدرب كرة قدم ولاعب كرة قدم بريطاني (وحمل سابقاً جنسية المملكة المتحدة لبريطانيا العظمى وأيرلندا) في مركز الهجوم، ولد في 27 يوليو 1856 في المملكة المتحدة، وتوفي في 4 مارس 1902. شارك مع منتخب اسكتلندا لكرة القدم. أما مع النوادي، فقد لعب مع فايل أوف ليفن ‏.

## وصلات خارجية
- جون كامبل بيرد على موقع الاتحاد الإسكتلندي (الإنجليزية)
- جون كامبل بيرد على موقع قاعدة بيانات كرة القدم.إي يو (الإنجليزية)